# Operation Menu
Schlacht um Tua Hai (1960) – Schlacht um Ap Bac (1963) – Schlacht von Nam Dong (1964) – Tonkin-Zwischenfall (1964) – Operation Flaming Dart (1965) – Operation Rolling Thunder (1965–68) – Schlacht von Dong Xoai (1965) – Schlacht im Ia-Drang-Tal (1965) – Operation Crimp (1966) – Operation Hastings (1966) – Schlacht von Long Tan (1966) – Operation Attleboro (1966) – Operation Cedar Falls (1967) – Schlacht um Hügel 881 (1967) – Schlacht bei Dak To (1967) – Schlacht um Khe Sanh (1968) – Tet-Offensive (1968) – Schlacht um Huế (1968) – Operation Speedy Express (1968/69) – Operation Dewey Canyon (1969) – Schlacht am Hamburger Hill (1969) – Operation Menu (1969/70) – Operation Lam Son 719 (1971) – Schlacht um FSB Mary Ann (1971) – Schlacht um Quảng Trị (1972) – Operation Linebacker (1972) – Operation Linebacker II (1972) – Schlacht von Xuan Loc (1975) – Operation Frequent Wind (1975)

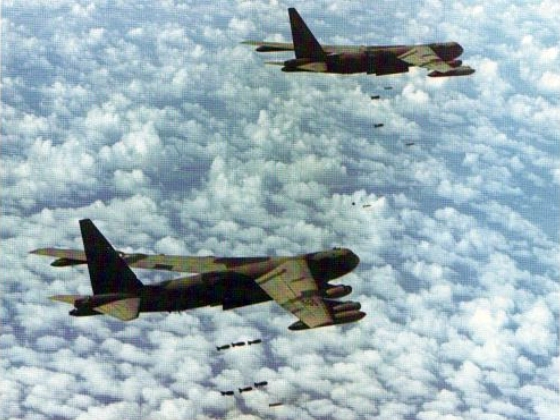
B-52-Bomber beim Abwurf

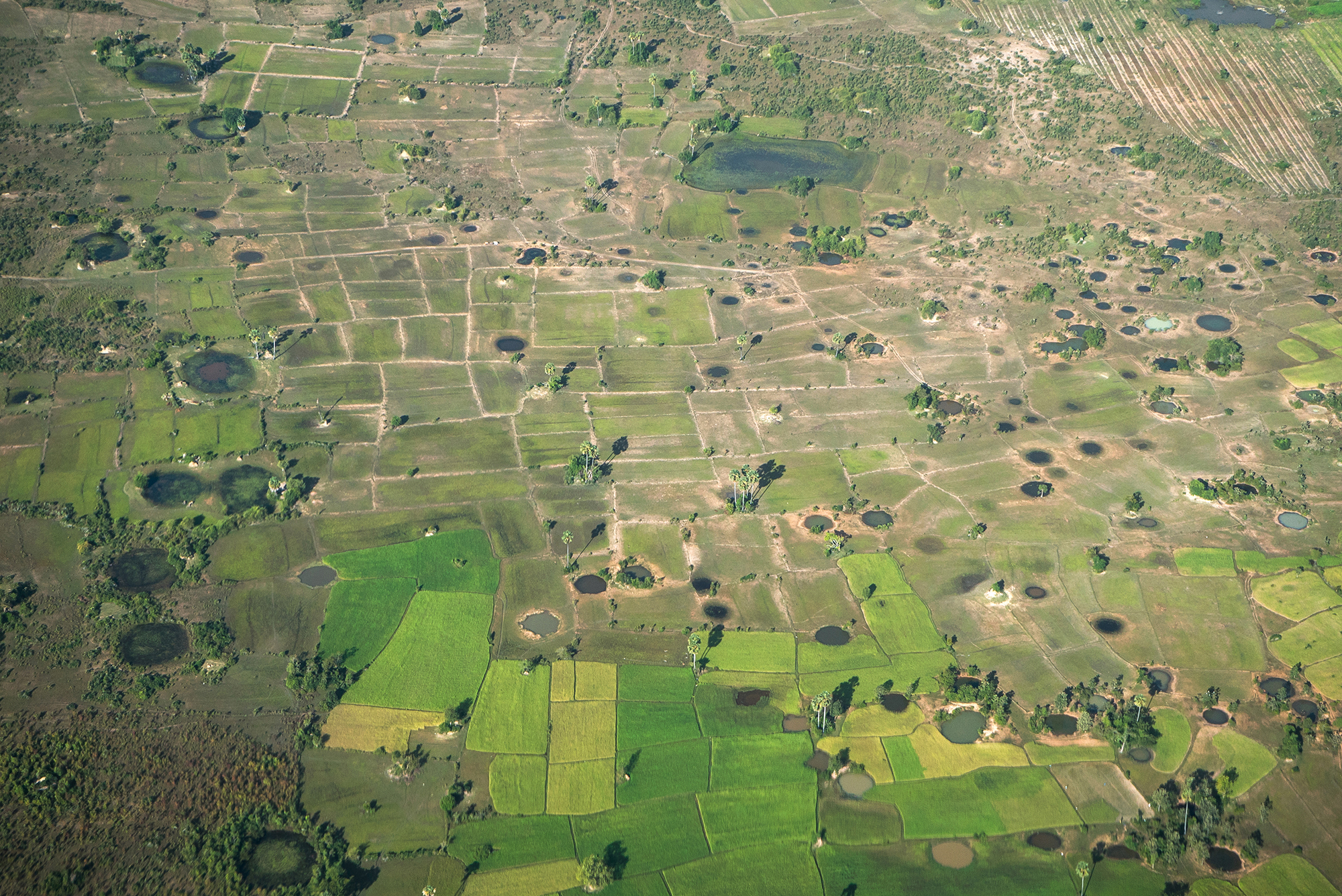
Bombenkrater in Kambodscha

Operation Menu (englisch für „Speisekarte“) war der Codename einer geheimen Luftoffensive der US Air Force auf Stellungen der Nationalen Front für die Befreiung Südvietnams (Vietcong) auf kambodschanischem Gebiet während des Vietnamkriegs. Die taktische Luftoffensive wurde vom U.S. Strategic Air Command in der Zeit vom 18. März 1969 bis zum 26. Mai 1970 durchgeführt. Das Ziel war die Unterbindung feindlicher Truppentransporte und die Zerstörung feindlicher Stützpunkte.
Der Einsatz sollte der nordvietnamesischen Führung signalisieren, dass auch die neue Regierung unter Präsident Richard Nixon Südvietnam voll unterstützen würde. Gleichzeitig diente die Operation jedoch als Rückendeckung für den allmählichen Abzug der US-Truppen aus Südvietnam (Nixon-Doktrin der „Vietnamisierung“ des Krieges).
Der Einsatz wurde im Geheimen durchgeführt, da eine Bombardierung Kambodschas in den USA zu noch massiveren Protesten gegen den Krieg geführt hätte. Später wurden jedoch Einzelheiten des Einsatzes bekannt, was zu Konsequenzen für die Nixon-Regierung führte.

## Hintergrund
Seit dem Beginn der Kämpfe in Vietnam und Laos Anfang der 1960er Jahre hatte der kambodschanische Prinz Norodom Sihanouk versucht, sein Land neutral zu halten. In der Mitte des Jahrzehnts schien ihm jedoch ein Sieg der Kommunisten unausweichlich und er orientierte sich politisch zunehmend links.
1966 schloss er einen Vertrag ab, der es sowohl der Nationalen Front für die Befreiung Südvietnams als auch der Vietnamesischen Volksarmee erlaubte, in Kambodscha Militärbasen einzurichten und den Hafen von Sihanoukville logistisch zu nutzen. Die USA waren durch den Friedensvertrag von 1954 dazu verpflichtet, Kambodschas Neutralität zu wahren. Trotzdem genehmigte Präsident Johnson ab 1967 Einsätze des Military Assistance Command, Vietnam in Kambodscha. Diese dienten vor allem der Beschaffung von Informationen, mit denen Prinz Sihanouk umgestimmt werden sollte.
Bei einem Treffen in Peking gab er bekannt, dass sein Land nun „normale“ Beziehungen mit den USA anstreben würde. Der neue US-Präsident Richard Nixon, der auf der Suche nach Entlastungen für die US-Truppen war, sah die Möglichkeit, den Gegner zu schwächen und begann mit Planungen für Einsätze in Kambodscha. Unter anderem wurde eine Seeblockade und eine Invasion in Erwägung gezogen.
Am 30. Januar 1969 wurde beschlossen, die Region in Ost-Kambodscha zu bombardieren, in der auch das Hauptquartier der Vietcong vermutet wurde. Die Entscheidung wurde durch wiederholte Angriffe der Vietcong auf Saigon beeinflusst. In den nächsten Wochen wurden genaue Einsatzpläne erarbeitet, und nachdem es im März zu erneuten schweren Angriffen kam, gab Nixon den Befehl zum Beginn der Operation.

## Bombardierung
Am 18. März begannen die Angriffe, diese wurden von B-52-Bombern von der Andersen AFB auf Guam aus geflogen. 60 Bomber flogen in Richtung Südvietnam, den Besatzungen wurde das tatsächliche Einsatzziel nicht genannt. Allerdings wurde ein Großteil der Bomber bald auf kambodschanisches Gebiet umgeleitet. 2.400 Tonnen Bomben fielen an diesem Tag auf ein Gelände, das als Base Area 353 bezeichnet wurde.
Aufgrund der großen Erfolge bei der Bombardierung erstellten die Generäle weitere Listen mit Zielen, die in den folgenden 14 Monaten angegriffen wurden. Da die einzelnen Einsätze alle Codenamen aus der Gastronomie hatten, bekam die gesamte Operation den Codenamen MENU. Aus Geheimhaltungsgründen übernahm allerdings nicht die US Air Force selbst die Treffererkundung, diese wurde stattdessen durch Forward Air Controller der Spezialeinheit MACV-SOG durchgeführt. Insgesamt wurden 3.800 Angriffe geflogen, bei denen 108.823 Tonnen Bomben abgeworfen wurden.

## Enthüllung
Obwohl der kambodschanische Prinz nicht informiert worden war, duldete er jedoch stillschweigend die Angriffe, was als Zeichen gedeutet wurde, dass er die Vietcong-Truppen nicht mehr in seinem Land haben wollte. Später behauptete Nixon, der Prinz habe seine Zustimmung gegeben, was jedoch als Lüge aufgedeckt wurde.
Am 9. Mai 1969 erschien ein ungenauer Artikel über den Einsatz in der New York Times. Der Autor nannte eine Quelle in der Regierung als Grundlage für den Bericht. Präsident Nixon war außer sich vor Wut und beauftragte das FBI mit dem Aufspüren der undichten Stelle. Dabei wurde das Telefon eines Assistenten von Henry Kissinger über einen Zeitraum von 21 Monaten abgehört. Dies war die erste von mehreren unrechtmäßigen Überwachungen, die von Präsident Nixon angeordnet wurde. Da keine weiteren Berichte durchsickerten, beruhigte sich die Lage jedoch schnell wieder.
Bis zum Sommer 1969 waren nur fünf Kongressmitglieder über den Einsatz informiert, alle waren in den Vietnamkrieg involviert. Für diese war es sehr überraschend, dass Hanoi sich nicht zu den Angriffen äußerte oder sie für Propaganda nutzte. Dies lässt sich dadurch erklären, dass Nordvietnam seine Truppenpräsenz in Kambodscha nicht öffentlich zugeben wollte.
Mitte Mai 1973 kamen weitere Details des Einsatzes durch den investigativen Journalisten Seymour Hersh ans Licht, der durch seinen Informanten Hal M. Knight über das Geschehen informiert wurde. In Folge wurde ein Untersuchungsausschuss eingerichtet. Es war mehr als bedenklich, dass die Öffentlichkeit und auch große Teile der Politik nichts von dem Einsatz wussten. Das Militär hatte sich fast vollständig der zivilen Kontrolle entzogen, selbst der Oberkommandierende der Luftwaffe war nicht informiert.
Im Jahr 2000 besuchte Bill Clinton Vietnam und übergab eine Liste der geflogenen Luftangriffe auf Vietnam, Kambodscha und Laos. Er wollte damit das Auffinden von Blindgängern erleichtern, die noch immer Menschen verletzten. In Laos schätzt man, dass noch 80 Millionen Blindgänger im Boden schlummern. Diese nicht vollständigen Daten zeigen, dass die USA in einem Zeitraum von 4. Oktober 1965 bis 15. August 1973 auf Kambodscha 230.516 Luftangriffe mit 2,7 Millionen Tonnen Bomben auf 113.716 Orte ausgeführt haben. 3560 Orte waren nicht näher identifiziert. Damit begann die Bombardierung bereits unter Lyndon Johnson und nicht unter Nixon. Die Alliierten warfen zum Vergleich im Zweiten Weltkrieg 2 Millionen Tonnen Bomben ab. Ein B-52-Bomber kann 108 Bomben von 225 kg-Gewicht tragen. Die Folgen waren, hier zitiert aus dem Artikel des Walrus Magazine aus dem Jahr 2006, „Die zivilen Opfer in Kambodscha trieben eine wütende Bevölkerung in die Arme der Aufständischen, die bis zum Beginn der Bombardierung relativ wenig Unterstützung genossen hatten. Dies setzte die Ausweitung des Vietnamkriegs auf Kambodscha, einen Staatsstreich im Jahr 1970, den raschen Aufstieg der Roten Khmer und schließlich den Völkermord in Kambodscha in Gang.“ Seymour Hersh deckte im Jahr 1973 die geheime Bombardierung Kambodschas auf, die vorbei an den demokratischen Kontrollinstanzen vom damaligen Präsident Nixon und Henry Kissinger in Auftrag gegeben worden ist.

## Folgen
Die Erfolge des Einsatzes werden bis heute von Historikern unterschiedlich bewertet. Die Angriffe konnten den Ho-Chi-Minh-Pfad nicht unterbrechen, und es wurden weiterhin Einsätze aus Kambodscha heraus geführt. Allerdings verursachten die Angriffe schwere Personalausfälle und Sachschäden. Dies bewog unter anderem Präsident Nixon, im Jahr 1970 mit eigenen und südvietnamesischen Truppen in den Kambodschanischen Bürgerkrieg einzugreifen.
Laut Ben Kiernan halfen die US-Bombardierungen in Kambodscha den Roten Khmer 1975 indirekt, die Macht zu übernehmen, weil sie die Bombardierung benutzten, um Leute zu rekrutieren. Die Kader der Roten Khmer nutzten die Bombenangriffe geschickt aus. Sie behaupteten, alle Angriffe wären von der Regierung Lon Nol angeordnet worden. Um die Bombenangriffe zu beenden, müsste die Regierung von Lon Nol gestürzt werden und Prinz Norodom Sihanouk wieder an die Macht gelangen. Der schnellste Weg wäre es, wenn alle der Partei beiträten und für sie kämpften. Rote Khmer verübten bis zum erzwungenen Ende ihrer Herrschaft 1978 den beispiellosen Genozid in Kambodscha an etwa 1,7 bis 2,2 Millionen ihrer Landsleute bei dem Versuch, das Land in eine Art Agrarkommunismus zu überführen (siehe auch: Steinzeitkommunismus).

### Aufstellung von Ben Kiernan
In seinem Aufsatz The American bombardment of Kampuchea, 1969-1977 fasste Ben Kiernan den Zusammenhang zwischen Bombardierung und Unterstützung der Roten Khmer wie folgt zusammen.
| Jahr | Bombenangriffe | Tonnen                           | Mitglieder Rote Khmer |
| 1969 | 3.600          | 108.000                          | 1000                  |
| 1970 | 8.000          | 121.000 (1970 und 1971 zusammen) | 75.000                |
| 1971 | 61.000         | 121.000 (1970 und 1971 zusammen) | 150.000               |
| 1972 | 25.000         | 53.000                           | 200.000               |
| 1973 | 130.000        | 357.000                          | 220.000 (Juni)        |
|      | 227.000        | 539.129                          |                       |

Die vietnamesische Invasion in Kambodscha, die auf Ersuchen der Roten Khmer eingeleitet wurde, wird ebenfalls, auch von Shawcross, als ein Hauptfaktor für ihren späteren Sieg angeführt. Vietnam räumte später ein, dass sie „eine entscheidende Rolle“ bei der Machtergreifung gespielt habe. China bewaffnete die Roten Khmer und bildete sie während des Bürgerkrieges aus und half ihnen auch noch während Jahren danach.
Als der US-Kongress 1973 die militärische Unterstützung der Regierung Lon Nol suspendierte, wuchs die Übermacht der Roten Khmer massiv an und überforderte die Regierungsstreitkräfte, die Khmer National Armed Forces, hoffnungslos. Am 17. April 1975 eroberten die Roten Khmer Phnom Penh und stürzten die Republik Khmer unter Hinrichtung aller ihrer Offiziere.

## Trivia
Das Lied Cambodia (eng.: Kambodscha) von Kim Wilde aus dem Jahr 1981 wurde inspiriert von der Operation MENU. Der Text handelt von der Ehefrau eines Militärpiloten, der von einem Einsatz in Kambodscha (vermutlich im Rahmen der Operation MENU) nicht mehr zurückkehrt.

### Unveröffentlichte Regierungsdokumente
- Military Assistance Command, Vietnam: Command History 1967. Annex F, Saigon 1968.
- Military Assistance Command, Vietnam: Command History 1968. Annex F, Saigon 1969.

### Veröffentlichte Regierungsdokumente
- Bernard C. Nalty: Air War over South Vietnam, 1968–1975. Air Force Museums and History Program, Washington DC 2000.
- Earl H. Tilford: Setup: What the Air force did in Vietnam and Why. Air University Press, Maxwell Air Force base AL 1991.

### Memoiren
- William C. Westmoreland: A Soldier Reports. Doubleday, New York 1976.

### Sekundärquellen
- Arnold Issacs, Gordon Hardy, MacAlister Brown u. a.: Pawns of War: Cambodia and Laos. Boston Publishing Company, Boston 1987.
- John Morocco: Operation Menu. In: War in the Shadows. Boston Publishing Company, Boston 1988.
- John Morocco: Rain of Fire: Air War, 1969–1973. Boston Publishing Company, Boston 1985.
- John M. Shaw: The Cambodian Campaign: The 1970 Offensive and America's Vietnam War. University of Kansas Press, Lawrence KS 2005.
- William Shawcross: Sideshow: Kissinger, Nixon, and the Destruction of Cambodia. Washington Square Books, New York 1979.
- Lewis Sorley: A Better War: The Unexamined Victories and Final Tragedy of America's Last Years in Vietnam. Harvest Books, New York 1999.